# 路德维克·瓦楚里克

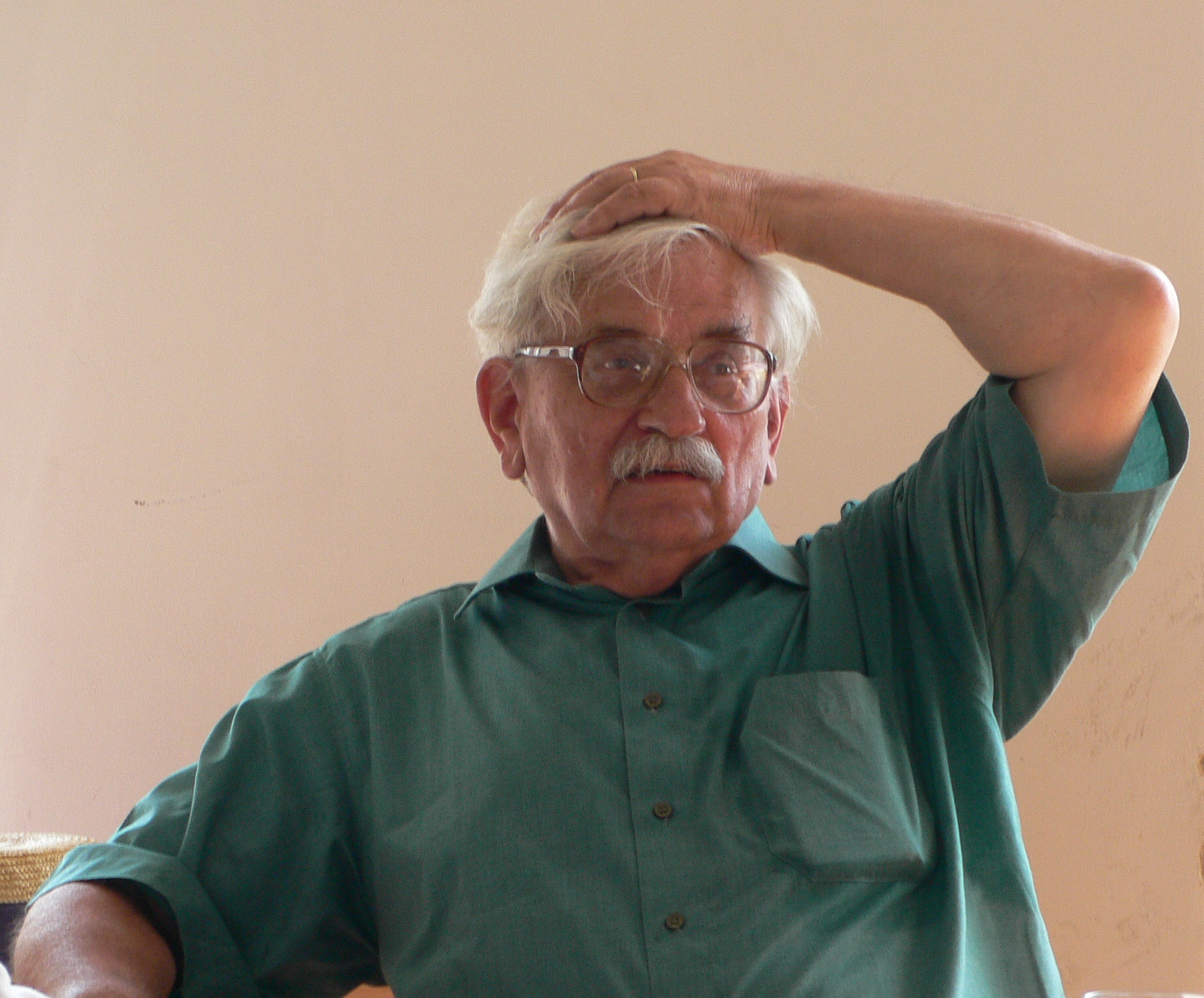
2006年照片

路德维克·瓦楚里克（捷克語：Ludvík Vaculík，1926年7月23日—2015年6月6日），是一名捷克籍的作家與記者。他是秘密出版物時期的重要作家，最著名的創作是於1968年6月的《二千字宣言》。2015年6月6日，他以88歲之齡過世。

## 生平

### 1968年以前
路德维克·瓦楚里克，1923年7月23日出生於布魯莫夫鎮東部的一個木匠之家。年輕時曾在捷克一家名叫巴塔的製鞋工廠工作，並同時上學。二戰結束後，他就讀於布拉格的政治與社會高等學校（今布拉格经济大学）。其後，他換過多個工作，從藍領階級到記者與編輯都有。1945至1967年，他都是共產黨黨員。
1953年至1957年，他在共產黨官方日報《紅色法律》撰寫政治評論；1959年，他轉到捷克斯洛伐克廣播電台工作，此時期起他開始關注與批判社會問題；1965年，他加入了《文學報》成為編輯之一。
1967年，他在全國作家年度大會中發表強烈批判黨的言論，並呼籲進行政治改革，使得他很快就被共產黨開除黨籍。

### 1968年以後
1968年，他發表了著名的《二千字宣言》，這使得蘇聯的領導人列昂尼德·伊里奇·勃列日涅夫失去耐性。8月20日，在蘇聯領軍下，華沙公約成員國開始對捷克進行軍事干預，布拉格之春終止，而他受到長達20年的出版禁令。在此期間，他沒有選擇逃出捷克，仍簽署了《七七憲章》，以及在家出版了地下刊物《掛鎖》（直譯為門閂之意）。
1989年11月之後，他恢復了出版自由，開始在《人民報》的專欄發表文章。
2015年6月6日，他在捷克過世。

## 獎項
1996年，他獲得了三等「托馬斯·加里格·馬薩里克獎章」（Řád Tomáše Garrigua Masaryka）；2008年，他獲得了「國家翻譯工作與文學獎」（Státní ceny za literaturu a za překladatelské dílo）。